# نیروی دریایی پاکستان
نیروی دریائی پاکستان، نیروی دریائی پاکستان (به انگلیسی: Pakistan Navy) (اردو: پاک بحریه) شاخه دریائی نیروهای مسلح پاکستان است که وظیفه حفاظت و حراست از نزدیک به ۶۵۰ مایل (۱۰۴۶ کیلومتر) خطوط ساحلی این کشور در امتداد دریای عمان تا اقیانوس هند را عهده‌دار می‌باشد.
نیروی دریایی پاکستان بعد از استقلال پاکستان در سال ۱۹۴۷ به وجود آمد. رئیس‌جمهور پاکستان به موجب ماده ۲۴۳ قانون اساسی پاکستان به عنوان فرمانده کل قوا، فرماندهی ارتش پاکستان و ریاست نیروی دریایی را به عهده دارد.

## نقش‌ها
نقش فعلی و اولیه نیروی دریائی پاکستان:
- حفاظت از منافع اقتصادی و نظامی این کشور
- اجرای سیاست خارجی و دفاع از دولت پاکستان از طریق اقدامات نظامی
- فعالیت‌های دیپلماتیک (ارتباط با نیروهای دریائی سایر کشورها) و سایر فعالیت‌های در حمایت از این اهداف

## نیروی دریائی پاکستان در قرن ۲۱
در قرن بیست و یکم نیروی دریائی پاکستان تمرکز خود را بر فعالیتهای خارج از کشور متمرکز نموده‌است از آنجمله نقشی محوری را در برنامه قطب جنوب پاکستان ایفا می‌نماید.
پشتیبانی: نیروی دریائی پاکستان توسط گارد ساحلی پاکستان، تفنگداران دریائی پاکستان و آژانس امنیت دریائی (MSA)(بخش غیرنظامی تأمین امنیت دریائی) پشتیبانی می‌شود.

## نقش جدید
از سال ۲۰۰۱ نیروی دریائی پاکستان در قالب افزایش نقش این کشور در مبارزه علیه تروریسم تحت نوسازی گسترده و گسترش بنیادی قرار گرفته‌است تا بتواند نقش مهم‌تری در مقابله با تروریسم دریائی، قاچاق مواد مخدر و دزدی دریائی ایفاء نماید.

در سال ۲۰۰۴ نیروی دریائی پاکستان عضو نیروهای اقدام مشترک دریائی ناتو (CTF-150 و CTF-151) گردید.

CTF-150: نیروی اقدام مشترک دریائی متشکل از ۲۵ کشور با هدف جنگ علیه تروریسم که مقر مرکزی آن پایگاه دریائی آمریکا در منامه (پایتخت بحرین) می‌باشد.

CTF-151: نیروی اقدام مشترک دریائی با هدف جنگ علیه دزدان دریائی در خلیج عدن و دریای سرخ

## ناوگان دریائی

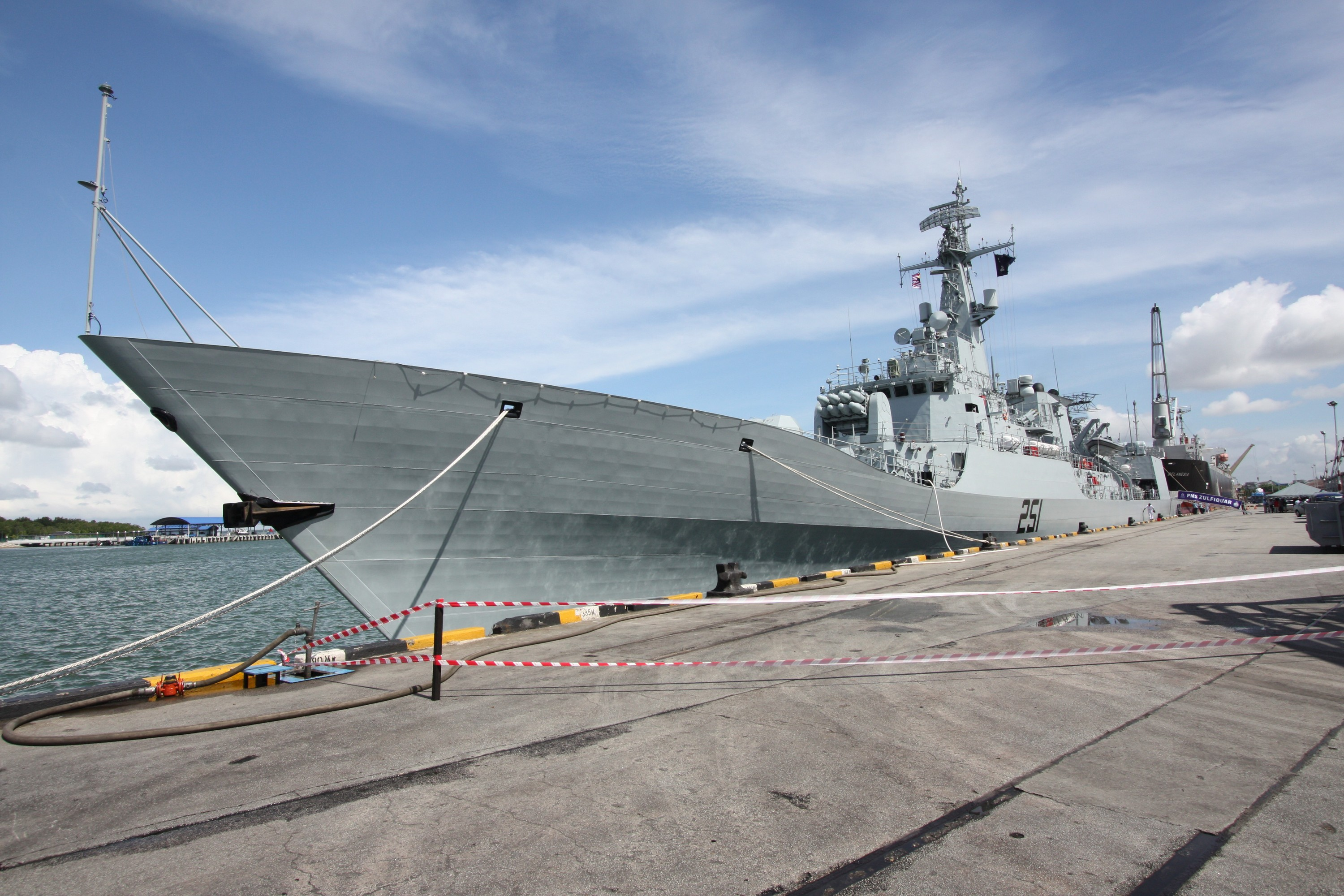
ناوچه ذوالفقارکلاس

### کشتی ها
اسامی کشتی های جنگی و غیر جنگی نیروی دریایی پاکستان با حروف بزرگ "PNS" ("کشتی های دریایی پاکستان") تعریف شده است. نام کشتی ها اغلب توسط وزارت دفاع انتخاب می شود. ( اغلب برای احترام به افراد مهم یا مکان های تاریخ پاکستان)
این نیرو در حال حاضر از 9 فروند ناو پاسور ( Frigate) به شرح ذیل بهره می برد.

یک فروند ناوچه سابق نیروی دریائی آمریکا US Navy Oliver Hazard Perry-class frigate

چهار فروند ناوچه سابق نیروی دریائی سلطنتی بریتانیا Amazon class
چهار فروند ذوالفقار کلاس که نسخه های بهینه شده و ارتقاء یافته ناوچه های Type 053H3 class چینی هستند

علاوه بر اینها ، نیروی دریائی پاکستان از سه فروند ناو مین روب هم بهره می گیرد که در سازمان رزم ابن نیرو منصف-کلاس نامیده می شوند.

### هواپیمائی نیروی دریائی

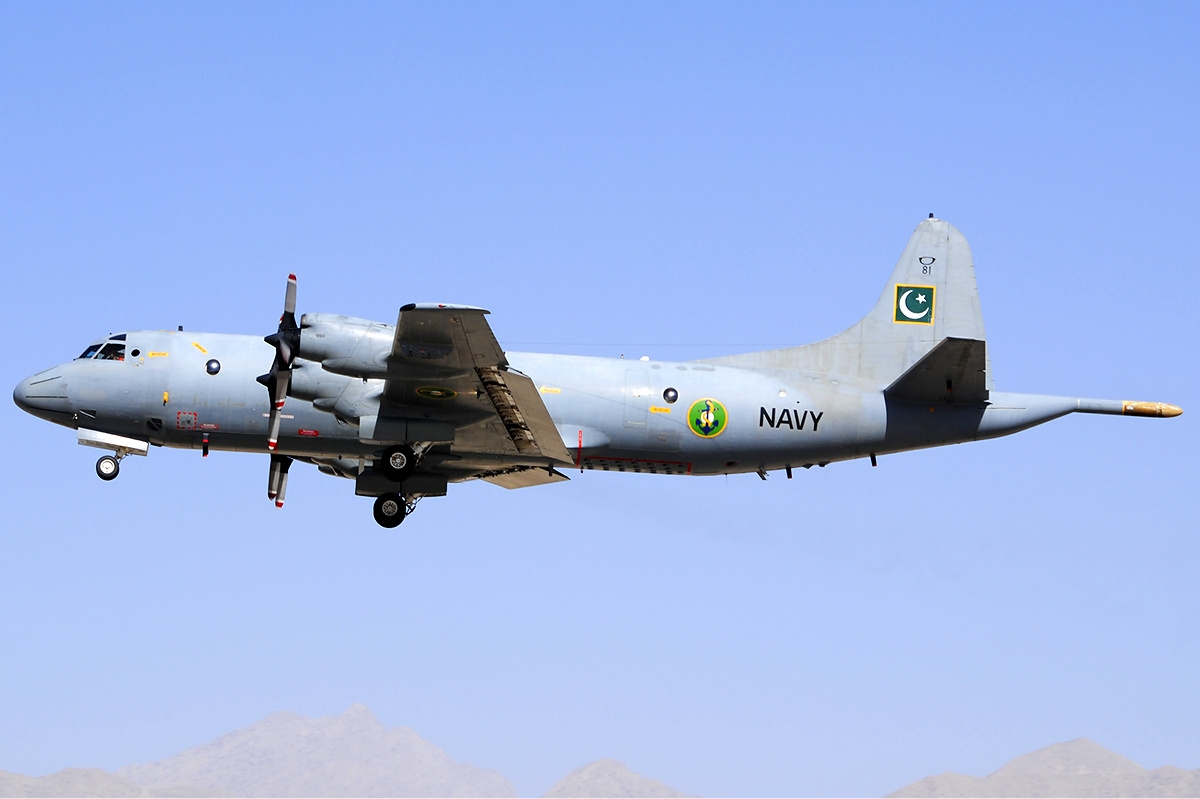
P3C Orion

هواپیمائی نیروی دریائی پاکستان ، بازوی مهم نیروی دریائی پاکستان است و با پروازهای کنترل سطحی و کنترل زیر دریایی، به این نیرو کمک می کند تا امنیت مرزهای دریایی پاکستان را بهتر تضمین کند.